# Italianisierung

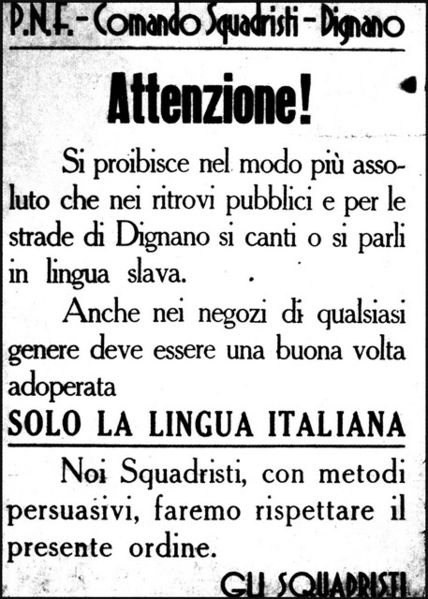
Flugblatt der Squadristen aus der Zeit der Zwangsitalianisierung, als das Singen und Sprechen in der „Slawischen Sprache“ in Vodnjan/Dignano verboten war.

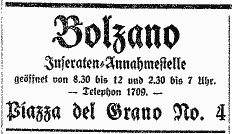
Deutsche Orts- und Straßenbezeichnungen waren in Südtirols verbliebener deutschsprachiger Presse verboten (Beispiel von 1934)

Als Italianisierung (auch Italienisierung) wird im Allgemeinen die Verdrängung anderer Sprachen durch die italienische Sprache bzw. Akkulturation ethnischer Minderheiten in Italien bezeichnet.
Im Besonderen bezeichnet der Begriff den Versuch der ab 1922 regierenden faschistischen Regierung des Königreiches Italien, die im Rahmen des Irredentismus einverleibten Gebiete mit nicht-italienischer Bevölkerung sprachlich und kulturell italienisch zu dominieren und ihrer gewachsenen Identität zu berauben.

## Betroffene Gebiete
- Südtirol, das bis 1919 zu Österreich-Ungarn gehörte, wurde durch den Vertrag von Saint-Germain dem Königreich Italien zugesprochen
- das Kanaltal, bis 1919 Teil von Kärnten (Österreich-Ungarn)
- die deutschen Sprachinseln der Zimbern und Fersentaler in Nordostitalien
- die Hafenstadt Triest und ihre Umgebung, bis 1919 als freie Gemeinde Bestandteil Österreich-Ungarns
- Istrien, bis 1919 Bestandteil Österreich-Ungarns
- Teile der historischen Region Dalmatien, bis 1919 als Königreich Dalmatien Bestandteil Österreich-Ungarns
- das Aostatal
- Sardinien
- Ionische Inseln (1941–1943)
- Italienische Ägäis-Inseln (1923–1943)

Die ethnische Zusammensetzung in den ehemals zu Österreich-Ungarn gehörenden Gebieten, die nach dem Ersten Weltkrieg bis 1924 Italien zugesprochen wurden, wird anhand folgender Tabelle deutlich. Alle Zahlen beruhen auf der österreichisch-ungarischen Volkszählung von 1910, in der andererseits die Auswirkungen der Germanisierungs- und Magyarisierungspolitik berücksichtigt werden müssten. Die Zahlen für den Freistaat Fiume beziehen sich auf die Stadt Fiume mit Gebiet.
| Gebiet                                                                             | Bevölkerung 1910                                                       | Anteil Italiener 1910                                                  | sonstige Ethnien 1910                                                  |
| 1919 im Vertrag von Saint-Germain von Österreich an Italien abgetreten             | 1919 im Vertrag von Saint-Germain von Österreich an Italien abgetreten | 1919 im Vertrag von Saint-Germain von Österreich an Italien abgetreten | 1919 im Vertrag von Saint-Germain von Österreich an Italien abgetreten |
| ---------------------------------------------------------------------------------- | ---------------------------------------------------------------------- | ---------------------------------------------------------------------- | ---------------------------------------------------------------------- |
| Österr. Küstenland (Triest, Görz und Gradisca, Istrien)                            | 894.545                                                                | 43 %                                                                   | Slowenen 32 %, Kroaten 21 %, Deutsche 3,5 %                            |
| Südtirol (der südliche Teil des deutschsprachigen Tirols)                          | 251.451                                                                | 2,9 %                                                                  | Deutsche 89 %, Ladiner 3,8 %                                           |
| Kanaltal (von Kärnten abgetreten)                                                  | 7.064                                                                  | 0,1 %                                                                  | Deutsche 79 %, Slowenen 20,9 %                                         |
| 1920 durch den Grenzvertrag von Rapallo mit dem SHS-Staat (Jugoslawien) an Italien |                                                                        |                                                                        |                                                                        |
| die Stadt Zadar/Zara                                                               | 13.438                                                                 | 69,3 %                                                                 | Kroaten 26,3 %, Deutsche 1,7 %                                         |
| die Insel Lastovo/Lagosta                                                          | k. A.                                                                  | k. A.                                                                  | Kroaten                                                                |
| 1924 durch den Vertrag von Rom mit dem SHS-Staat (Jugoslawien) an Italien          |                                                                        |                                                                        |                                                                        |
| Freistaat Fiume (Rijeka mit Umland)                                                | 49.806                                                                 | 49 %                                                                   | Kroaten 26 %, Ungarn 13 %, Deutsche 4,6 %                              |

## Südtirol

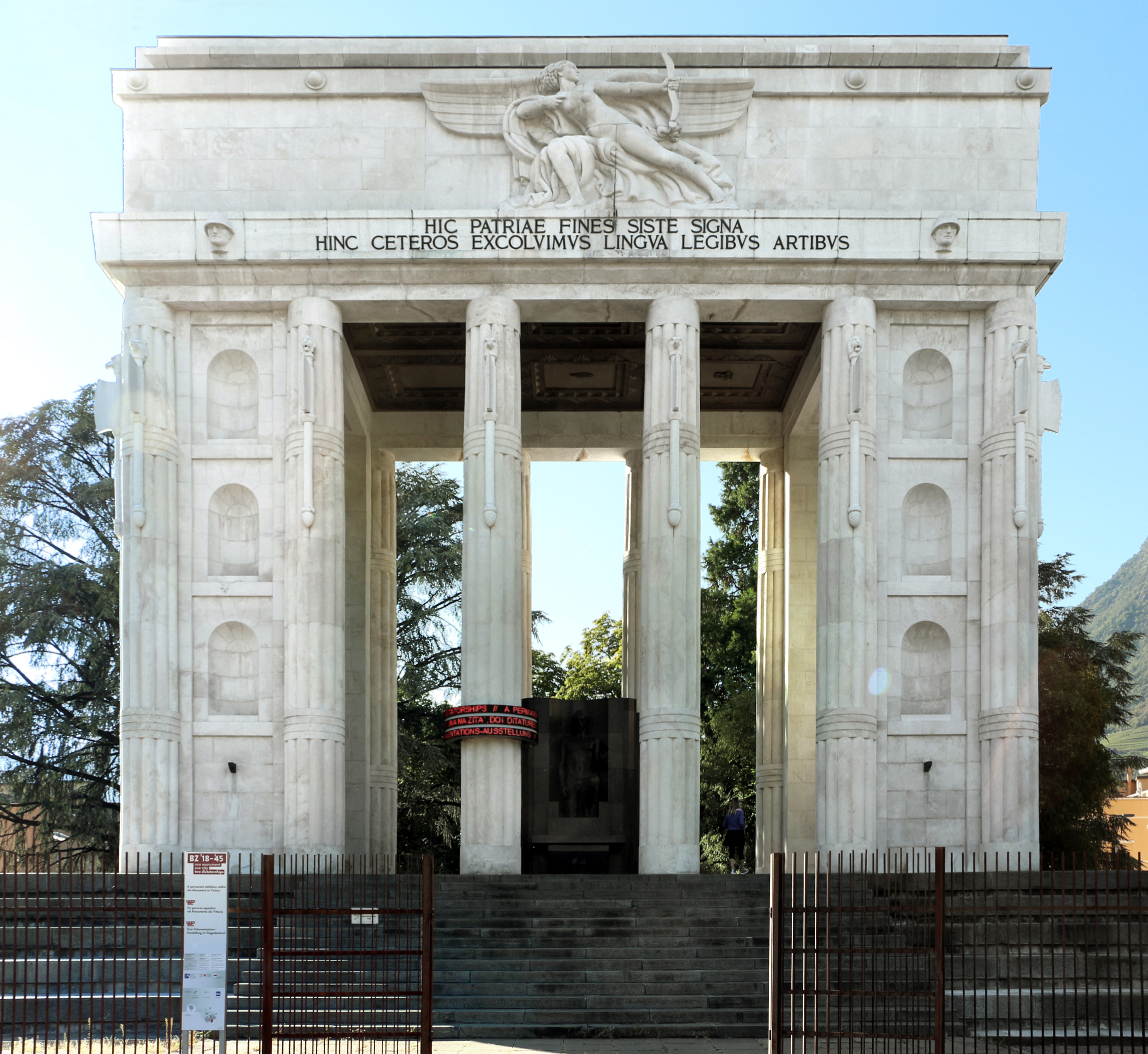
Das Siegesdenkmal (Monumento alla Vittoria) in Bozen (1928)

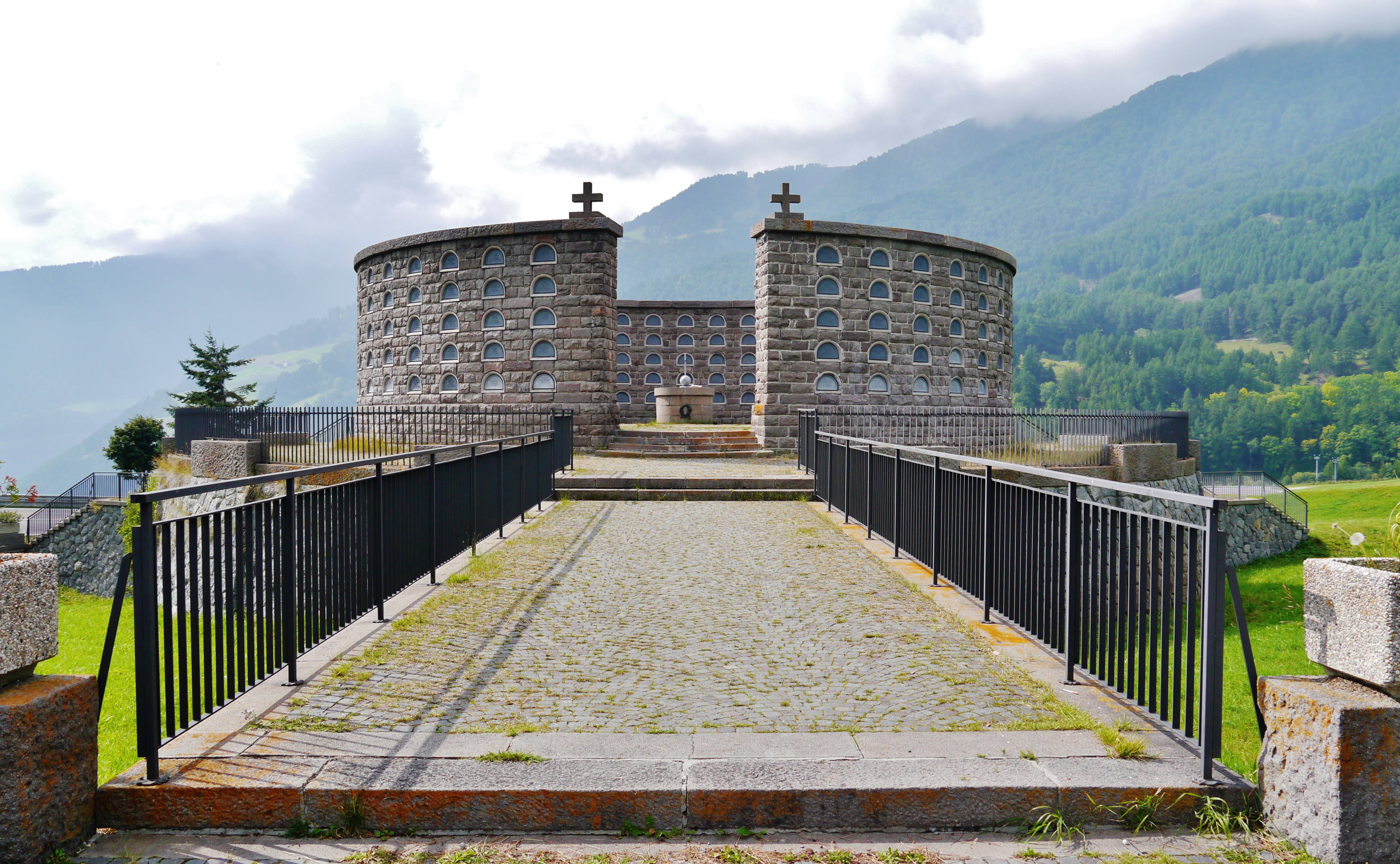
Umbettung von italienischen Kriegstoten auf den Reschenpass (1939)

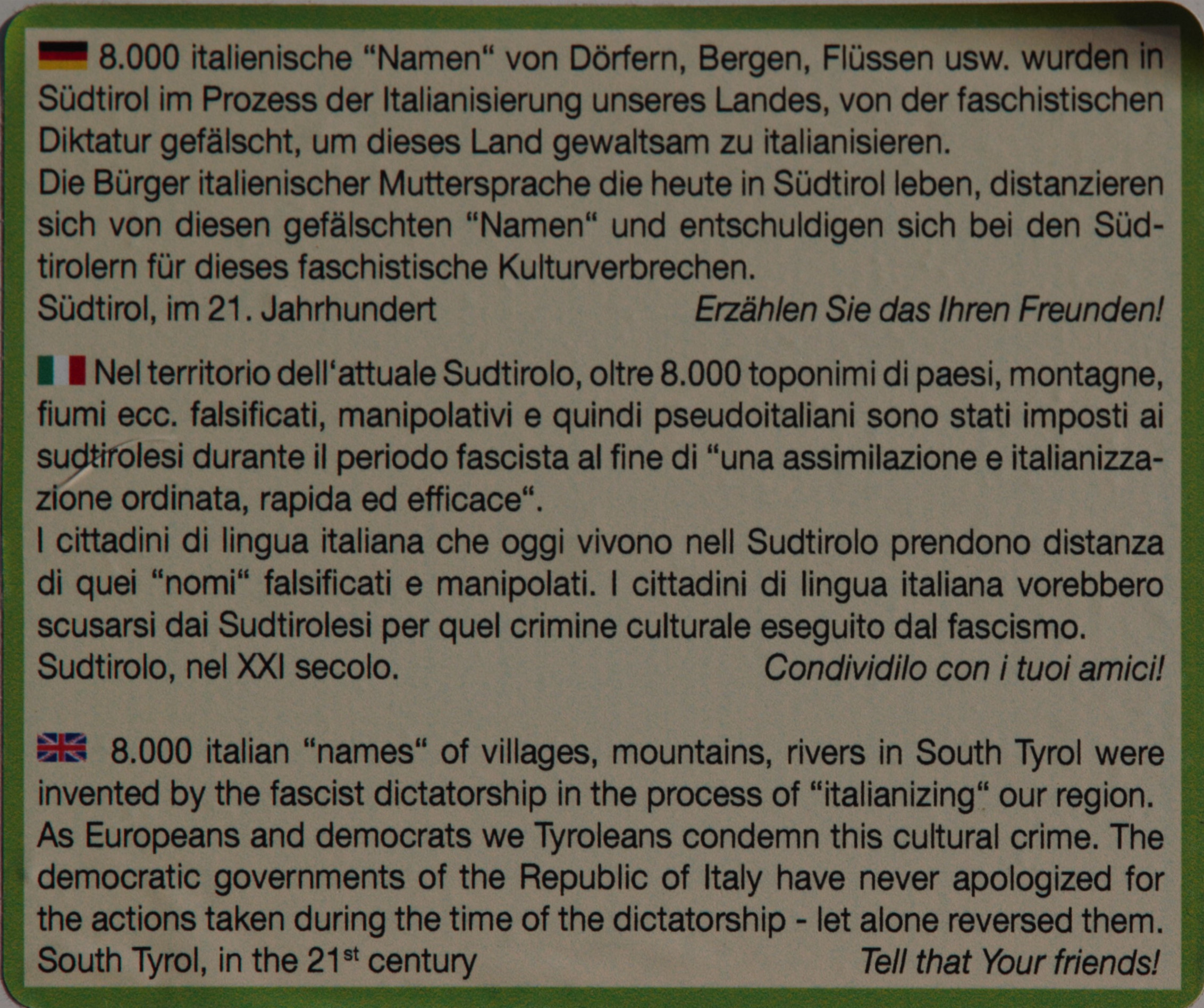
Aufkleber auf Plakaten des Tourismus im Vinschgau (Karten mit Wander- und Bikewegen usw.) machen auf die erzwungene Italianisierung der Namen von Dörfern, Straßen, Flüssen, Bergen usw. aufmerksam.

Geistiger Vater und treibende Kraft bei der Umsetzung der Italianisierung Südtirols war der nationalistische Geograph und Philologe Ettore Tolomei aus Rovereto im Trentino. Frühzeichen waren schon vor der Machtübernahme durch die Faschisten bemerkbar, etwa während des Bozner Blutsonntags oder des Marsches auf Bozen. Danach wurden von der faschistischen Regierung folgende Strategien verfolgt:
1. Assimilation der deutsch- und ladinischsprachigen Südtiroler
2. Förderung der Zuwanderung von Italienern nach Südtirol (Majorisierung, also Schaffung einer italienischen Mehrheit)

### Maßnahmen
- Ab 1923 wurden die deutschen Ortsnamen durch italienische ersetzt, die fälschlich als „Rückübersetzungen“ deklariert wurden (siehe Prontuario dei nomi locali dell’Alto Adige).
- Ab 1923 wurde der Schulunterricht in deutscher Sprache abgeschafft (lex Gentile), der daraufhin organisierte Privatunterricht (siehe Katakombenschulen) wurde strafrechtlich verfolgt.
- Ab 1924 wurde in allen Kindergärten die Verwendung der italienischen Sprache angeordnet. Im Herbst des gleichen Jahres wurden private Spielstuben verboten.
- Ab 1923 wurden deutsche Zeitungen zensiert und schließlich mit Ausnahme der faschistischen Alpenzeitung verboten. Auf Druck des Vatikans durfte ab 1927 die „Dolomiten“ als einzige deutsche Zeitung wieder erscheinen, musste sich allerdings der Zensur beugen.
- Am 1. März 1924 wurde Italienisch als alleinige Amtssprache eingeführt und in den folgenden Jahren die einheimischen deutschsprachigen Beamten, insbesondere das Verwaltungspersonal, größtenteils entlassen.
- Ab 1925 wurde bei Gericht nur noch die italienische Sprache zugelassen.[5]
- Ab 1926 wurden deutsche Rufnamen italianisiert (Franz → Francesco), ebenso – wenn auch nur partiell – deutsche Familiennamen romanisiert (Müller → Molinari).[6]
- Ab 1927 wurden deutsche Inschriften auf Grabsteinen verboten. Alle Neubauten mussten im italienischen Baustil ausgeführt werden.

Südtiroler, die gegen diese Maßnahmen Widerstand leisteten, wurden verfolgt und inhaftiert oder ausgewiesen. Hierbei erlitt das Schulpersonal die «massivste Form ethnisch bedingter Ausgrenzung in Südtirol». Manche bezahlten für ihre gegen die Italianisierung gerichtete Überzeugung mit dem Leben, wie Josef Noldin oder Angela Nikoletti. All diese Maßnahmen führten aber nicht zum gewünschten Ergebnis, die Südtiroler zu assimilieren.
Daraufhin wurde zusätzlich versucht, in Südtirol eine italienische Bevölkerungsmehrheit zu schaffen. Im Jahr 1910 betrug der italienische Bevölkerungsanteil in Südtirol 2,9 %, 1961 bereits 34,3 %, wobei auch die zwischen Hitler und Mussolini ausgehandelte Option einen wesentlichen Beitrag für diese Verschiebung geleistet hatte. Zwischen 1921 und 1939 wanderten 56.000 Italiener nach Südtirol, so dass am Ende dieser Periode die Stadt Bozen und die Gemeinde Leifers südlich von Bozen eine mehrheitlich italienische Bevölkerung aufwiesen und bis heute haben. Durch das staatlich subventionierte Industriegebiet Bozen wurden Arbeitsplätze geschaffen. Betriebe, die sich hier ansiedelten, wurden für zehn Jahre steuerfrei gestellt.

### Resultat
Nach Ende des Zweiten Weltkrieges wurden Südtirol in einem schwierigen, langwierigen Prozess Autonomierechte innerhalb des italienischen Staats zuerkannt; bedeutende Fortschritte machte die Südtirol-Autonomie ab den 1970er Jahren, auch dank der Parteinahme Österreichs und der Internationalisierung des Streitfalls vor der UNO. Heute ist Deutsch die zweite Amtssprache Südtirols, alle Ortsnamen werden zweisprachig, in ladinischen Gebieten dreisprachig ausgezeichnet, und alle offiziellen Dokumente werden ebenfalls zweisprachig ausgestellt.
Die deutschsprachige Volksgruppe wächst seit den 1960er-Jahren kontinuierlich. Bei der letzten Volkszählung im Jahr 2011 gaben 69,4 % der Einwohner Südtirols Deutsch als Muttersprache an, 26,1 % Italienisch und 4,5 % Ladinisch.

## Sprachinseln der Zimbern und Fersentaler
Das historische Siedlungsgebiet der Zimbern erstreckt sich auf zahlreiche Sprachinseln im Trentino (Lusern, Folgaria und Lavarone), in Venetien (Sappada, Sieben und Dreizehn Gemeinden) und in Friaul-Julisch Venetien (Sauris, Timau). Die Fersentaler konzentrieren sich auf das gleichnamige Tal.
Mit der Machtübernahme der italienischen Faschisten wurden das Zimbrische bzw. Fersentalerische, bairische Mundarten, nicht nur im öffentlichen, sondern sogar im privaten und familiären Bereich unter scharfen Strafandrohungen verboten. Es gelang teilweise, die Sprachinseln der Zimbern zu dezimieren oder sogar endgültig auszulöschen (insbesondere Cansiglio in Venetien, Folgaria und Lavarone im Trentino).
Der in Lusern aufgewachsene Jurist (Völkerrecht) Eduard Reut-Nicolussi vertrat Südtirol bis 1919 in der Wiener Nationalversammlung und anschließend bis zu seiner durch Repressalien des faschistischen Regimes erzwungenen Flucht 1927 im italienischen Parlament.
Durch die wie in Südtirol auch in den zimbrischen und fersentalerischen Gemeinden 1939 von den Diktatoren Hitler und Mussolini erzwungene Option wurden weitere Sprachinseln ausgelöscht, andere stark bedrängt und dezimiert. Mit der reichsdeutschen Besetzung Italiens 1943 wurde die Option hinfällig.
Anders als im Falle Südtirols machte sich nach dem Zweiten Weltkrieg für die Zimbern und Fersentaler zunächst kaum jemand stark. Die kleinen Sprachinseln konnten sich im Lauf der letzten Jahrzehnte nur schwer behaupten und unterlagen vielfach dem italienischen Assimilierungsdruck.
Der Gebrauch der Sprache ist heute vor allem wegen der Abwanderung der jungen Leute in die Wirtschaftszentren zwar immer noch im Rückgang begriffen, in jüngster Zeit werden aber besonders in Lusern, aber auch im Fersental sowie in den Sieben Gemeinden (Robaan, ital. Roana) und den Dreizehn Gemeinden Mundart und Tradition auch von den Regionen Trentino-Südtirol bzw. Venetien und der EU gefördert. Darüber hinaus haben viele der Zimberngemeinden (insbesondere Lusern und Sappada) durch den Ausbau des Tourismus gute wirtschaftliche Perspektiven (unter anderem werben sie inzwischen mit ihrer zimbrischen Sprache und Tradition), sodass die Abwanderung der jungen Leute gestoppt werden kann.
Daher ist die zimbrische Sprache noch nicht ausgestorben – ein paar tausend Leute gebrauchen sie noch im Alltag. Die am besten erhaltene Sprachinsel ist Lusern im Trentino: Über 90 % der Einwohner sprechen im Alltag zimbrisch. Fast alle Zimbern sprechen darüber hinaus auch Italienisch, viele auch Standarddeutsch, manche beherrschen zusätzlich auch noch Ladinisch oder Furlanisch.

## Istrien und Dalmatien

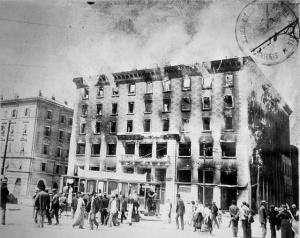
Der ausgebrannte Narodni dom. Das slowenische Volkshaus in Triest wurde 1920 von italienischen Faschisten in Brand gesteckt.

Einer ähnlichen Zwangsitalianisierung war insbesondere in den 1920er- und 1930er-Jahren die kroatische und slowenische Bevölkerung in Julisch Venetien ausgesetzt. Die gesamte Halbinsel Istrien mitsamt der Stadt Fiume (Rijeka) und ein kleiner Teil Dalmatiens (die Stadt Zara/Zadar, die Inseln Cherso/Cres und Lussino/Lošinj in der Kvarner-Bucht sowie die Inseln Cazza/Sušac, Lagosta/Lastovo, Pelagosa/Palagruža und Saseno/Sazan) waren nach dem Ersten Weltkrieg als sogenannte „neue Provinzen“ zum Königreich Italien gekommen. Dies geschah im Rahmen des italienischen Irredentismus. Die slowenische und kroatische Sprache wurden verboten, die kroatische und slowenische Bevölkerung assimiliert oder vertrieben. Immer wieder kam es zu nationalistischen Gewaltakten: So wurde zum Beispiel am 13. Juli 1920 das slowenische Narodni dom in Triest niedergebrannt.
Im Zuge der „istrischen Italianisierung“ wanderten viele Slowenen und Kroaten in den jugoslawischen SHS-Staat aus, während sich andere in der 1924 gegründeten Widerstandsorganisation TIGR engagierten, die zahlreiche Terroranschläge verübte. Umgekehrt wurden italienischsprachige Bewohner Dalmatiens zur Auswanderung nach Italien ermuntert, um den italienischen Bevölkerungsanteil in Istrien zu heben.
Nach dem Zweiten Weltkrieg verlor Italien einen Großteil dieser Gebiete wieder. Eine neue Spirale der Gewalt setzte ein: Diesmal fielen zahlreiche Italiener dem Foibe-Massaker zum Opfer, andere, zwischen 200.000 und 350.000, wurden vertrieben.
Die Alliierten versuchten, auf einem Teil des Territoriums einen multiethnischen Freistaat aufzubauen (siehe Freies Territorium Triest). Das Experiment scheiterte und wurde 1954 endgültig beendet: die Stadt Triest kam zu Italien, fast ganz Istrien zu Jugoslawien (heute Slowenien und Kroatien). Die Wanderbewegungen in beide Richtungen, die daraufhin wieder einsetzten, hinterließen weitgehend ethnisch homogene Gebiete mit nur mehr kleinen Sprachminderheiten. Friaul-Julisch Venetien erhielt später den Status einer autonomen Region, und die sprachlichen Minderheiten werden heute beiderseits der Grenze grundsätzlich geschützt. In Teilen Friaul-Julisch Venetiens und Istriens sind heute zweisprachige Ortstafeln zu finden, vereinzelt sogar dreisprachige (mit furlanischen Aufschriften).

## Aostatal
Unter dem Faschismus wurden im französischsprachigen (genauer frankoprovenzalischsprachigen) Aostatal die nichtitalienischen Schulen geschlossen, der Unterricht auf Französisch untersagt, das Italienische als einzige Gerichtssprache zugelassen. Die frankophonen Zeitungen Duché d’Aoste, Le Pays d’Aoste, La Patrie valdôtaine wurden verboten. Auch im Aostatal wurden alle Ortsnamen italianisiert (1939). Villeneuve wurde Villanova Baltea; Quart wurde Quarto Pretoria; Aymavilles bekam den Namen Aimavilla; La Thuile wurde gar Porta Littoria. Allerdings wurde das Aostatal in jener Zeit zur eigenständigen Provinz erklärt und von der Provinz Turin getrennt.
Anders als in Südtirol wurden nach dem Zweiten Weltkrieg die Ortsnamen in ihrer ursprünglichen französischen Fassung wiederhergestellt. Der einzige Ort mit einem offiziell sowohl italienischen als französischen Namen ist die Hauptstadt Aosta/Aoste.
Eine Umfrage der Stiftung Emile Chanoux hinsichtlich der Muttersprachenzugehörigkeit (Frage „Was ist Ihre Muttersprache?“) zeigt, dass sich die italienische Sprache weitgehend durchgesetzt hat (71,5 % Muttersprachler). Nur mehr 16,2 % der Bevölkerung gab die traditionelle Volkssprache, einem frankoprovenzalischen Dialekt (Patois), als Muttersprache an. Französisch wurde und wird dagegen umgangssprachlich eigentlich nie verwendet, für nicht einmal 1 % der Bevölkerung ist es Muttersprache. Auf die Frage: „Welche Sprachkenntnisse haben Sie“, antworteten dann 78,35 % der Valdostaner, sie könnten Französisch, 68,46 % Frankoprovenzalisch.

## Sardinien
Seit 1720 war die Insel Sardinien ein überseeischer Besitz des Hauses Savoyen geworden, das damals bereits über eine Reihe von Staaten in Italien, vor allem im Piemont, regierte; weil die Savoyer direkte Herrschaft über Sardinien ausübten, setzten sie das Italienische durch, als Teil einer umfassenderen Kulturpolitik, die die Insel an das Festland binden sollte, um entweder mögliche Versuche einer politischen Trennung auf der Grundlage der heimischen Sprache der Inselbewohner oder ein erneutes Interesse von Spanien zu verhindern. Erst mit dem Aufkommen des Faschismus wurde das Sardische jedoch aktiv verboten und/oder von jeglichen kulturellen Restbeständen ausgeschlossen, um eine vollständige Umstellung auf Italienisch zu unterstützen, das dadurch am Ende des Zweiten Weltkriegs zur Hauptsprache der Insel wurde. Innerhalb weniger Generationen ist das Sardische, ebenso wie der katalanische Dialekt von Alghero, zu einer Minderheitensprache geworden, die von immer weniger sardischen Familien gelernt wurde, von denen sich die Mehrheit schließlich für Italienisch als Alltagssprache entschieden hat. Eine Studie der Universität Cagliari und der Universität Edinburgh aus dem Jahr 2012 ergab, dass die Befragten, die sich am stärksten gegen die Verwendung von Sardisch aussprachen und sich überwiegend als Italiener identifizierten, auch diejenigen waren, die die negativste Meinung zur regionalen Autonomie äußerten.

## Italianisierung als sprachliches Phänomen
Die faschistische Diktatur war auch bestrebt, die italienische Sprache von sämtlichen Fremdwörtern zu bereinigen, obwohl diese im Sprachgebrauch gängige Anwendung fanden. Die Italianisierung richtete sich hauptsächlich gegen englische Wörter. Das Wort „Bar“ wurde untersagt und mit Mescita (etwa Ausschank) zwangsübersetzt. Whisky und Brandy wurden in Acquavite umbenannt. Statt „Football“ wurde nur noch Calcio zugelassen, Consociazione wurde der neue Ausdruck für „Club“.
Selbst Namen von historischen Persönlichkeiten, insbesondere Schriftstellern, wurden wortwörtlich ins Italienische übersetzt. So wurde aus William Shakespeare Guglielmo Scuotilancia (wörtlich „Wilhelm Schüttelspeer“). Heute noch findet man in zahlreichen italienischen Straßennamen die übersetzten (hauptsächlich) Vornamen vor, etwa Giovanni Sebastiano Bach oder Giovanni Volfango Goethe.